# ポピュラー音楽のジャンル一覧
ポピュラー音楽のジャンル一覧（ポピュラーおんがくのジャンルいちらん）では、ポピュラー音楽のジャンルの一覧を五十音順に挙げる。

## あ
- アイドルソング
- R&B（リズム・アンド・ブルース）
- アシッドジャズ
- アフロ・ビート
- アメリカン・プログレ・ハード* アルゼンチン・タンゴ
- アンビエント
- アンビエント・ハウス
- イージーリスニング
- EDM（エレクトロニック・ダンス・ミュージック）
- AOR
- 映画音楽
- MOR（ミドル・オブ・ザ・ロード（英語版））
- MPB（Musica Popular Brasileira, ブラジリアン・ポピュラー・ミュージック）
- エレクトロクラッシュ
- エレクトロニカ
- エレクトロ・ポップ
- オルタナティヴ・メタル
- オルタナティヴ・ロック

## か
- ガバ (音楽)
- ガラージュ
- カリプソ (音楽)
- ガレージロック
- カンツォーネ
- カントリー・アンド・ウェスタン
- クラウトロック
- グラウンド・ビート
- グラムロック
- グランジ
- グループ・サウンズ
- クロンチョン
- クンビア
- K-POP
- ゴスペル (音楽)

## さ
- サイケデリック・ロック
- サザン・ロック
- ザディコ
- サルサ (音楽)
- サンバ (アルゼンチン)
- サンバ (ブラジル)
- サーフィン&ホットロッド
- Gファンク
- ジャズ
- ジャズ・ロック
- ジャングル (音楽)
- シャンソン
- ジューク/フットワーク
- シューゲイザー
- 女性アイドル
- ショーロ
- シンセポップ
- シンフォニックメタル
- スウィング・ジャズ
- スカ
- スカコア
- スタンダード (音楽)
- スムーズジャズ
- スラッシュメタル
- ゼンハーモニック音楽
- ソウル・ミュージック
- ソカ
- ソフトロック

## た
- ダブ
- タンゴ
- ダンスホールレゲエ
- 男性アイドル
- ダンドゥット
- チカーノラップ
- チップチューン
- チルアウト
- 2ステップ
- 2トーン
- ディキシーランド・ジャズ
- ディスコ (音楽)
- テクノ (ダンスミュージック)
- テクノハウス
- テクノポップ
- デスメタル
- デトロイト・テクノ
- トラップ (音楽のジャンル)
- ドラムンベース
- トランス (音楽)
- トリップ・ホップ

## な
- ナイトコア
- ナイヤビンギ
- ニュー・ウェイヴ (音楽)
- ニューエイジ・ミュージック
- ニュージャックスウィング
- ニューロマンティック
- ノイズミュージック

## は
- ハードコア
- ハードロック
- Hi-NRG
- ハウス (音楽)
- パブロック
- バングラ
- パンク・ロック
- ピアノ・ロック
- ビッグ・ビート
- ヒップホップ
- Pファンク
- ヒーリング・ミュージック
- ファド
- ファンカラティーナ
- ファンク
- ファンコット
- フィラデルフィア・ソウル
- フォークソング（フォーク）
- フォーク・メタル
- フォークロック
- ブズーキ
- ジューク/フットワーク
- フュージョン (音楽)
- フューチャーポップ
- ブラック・コンテンポラリー
- ブラックミュージック
- ブリットポップ
- ブリティッシュ・トラッド
- ブルー・アイド・ソウル
- ブルーグラス
- ブルース
- ブルース・ロック
- ブレイクビーツ
- フレンチポップス
- ブロークンビーツ
- プログレッシブ・ハウス
- プログレッシブ・ロック
- ヘヴィメタル
- ベース・ミュージック
- ボカロ (音楽ジャンル)
- ボサノヴァ
- ポストパンク
- ポップス （ポップ・ミュージック / ポピュラー音楽）
- ポップ・フォーク
- ホワイト・ソウル

## ま
- マンチェスター・サウンド
- ミニマル・ミュージック
- メインストリーム・ジャズ
- メタル⇒ヘヴィメタル
- モータウン
- モダン・ジャズ
- モッズ

## や
- ユーロビート

## ら
- ラヴァーズ・ロック
- ラウンジ・ミュージック
- ラグタイム
- ラップロック
- リバプールサウンド
- リズム・アンド・ブルース
- ルークトゥン
- ルーツロックレゲエ
- ルンバ
- レア・グルーヴ
- レイブ (音楽)(w:Rave music)
- レゲエ
- レゲトン
- ロカビリー
- ロック
- ロックステディ
- ロックンロール
- ロマンツァ

## わ
- ワールドミュージック

## 日本における独自のポピュラー音楽のジャンル
- 日本のロック
- アニメソング
- アイドル歌謡曲
- ヴィジュアル系
- 演歌
- 歌謡曲
- CULEN
- J-POP
- シティ・ポップ
- 渋谷系
- 唱歌
- STARTO[1]
- 青春パンク
- テクノ歌謡
- テクノポップ
- TOBE
- ドドンパ
- ニューミュージック
- ネオアコ
- ビーイング
- 萌えソング（電波ソング）
- 和製ポップス
- グループ・サウンズ
- ムード歌謡
- リズム歌謡